# Enatimene
Enatimene is een geslacht van weekdieren uit de klasse van de Gastropoda (slakken).

## Soorten
- Enatimene bassetti (Houart, 1998)
- Enatimene lanceolatus Houart, 2004
- Enatimene simplex (Hedley, 1903)